# Донато, Дэвид
Дэвид Донато (рож. Дэвид Том Донато; 1954, Лос-Анджелес, Калифорния — 2 февраля 2021) — американский певец, известен своим участием в группе Black Sabbath. Он репетировал с группой в течение 1984 и 1985 годов и записал в составе Black Sabbath несколько демо. Вопреки ходившим слухам, Донато не был уволен после интервью журналу Kerrang!, как многие ошибочно считают. Причиной было решение Айомми прекратить существование группы в 1986 году и заняться сольным проектом.
Существуют несколько демо Донато с Black Sabbath. Одна из песен носила название «No Way Out», в конце концов после переработки она была выпущена под названием «The Shining» в альбоме The Eternal Idol. Так же были записаны «Don’t Beg The Master», «Sail On» и «Dancing With The Devil». Демозаписи с Донато были недоступны с 1995 по 2006 год, до того момента пока они не были выпущены продюсером Бобом Эзриным.
После увольнения из Black Sabbath Донато присоединился к глэм-метал группе White Tiger, основатель которой, бывший гитарист Kiss Марк Сент-Джон, слышавший демо Black Sabbath с его звучанием, посчитал идеальным для совместной работы.

## Дискография
С White Tiger
- 1986 — White Tiger